# Kourouma
Kourouma là một tổng thuộc tỉnh Kénédougou ở tây nam Burkina Faso. Thủ phủ là thị xã Kourouma..

## Các thị xã và làng xã
Djigouera, Doumbourla, Fara, Faranga, Foulasso, Gnignana, Guiguiema, Kabala, Katafona, Kokoro, Sabou, Sadina, Sougouma, Tchogo và Zamakologo.